# Nuovo millennio
Nuovo millennio è il ventinovesimo album del cantante italiano Gianni Celeste, cantato in lingua napoletana, pubblicato nel 2000.

## Tracce
1. Amori a luci rosse
2. 'Nu bellu regalo
3. Amore virtuale
4. Mia figlia innamorata
5. Caro papà
6. Ccà nun se po' campà
7. Na sera
8. Tu vecchio amore
9. Figlia mia
10. 105 mila